# Gregor Steffen
Gregor Antonius Hans Steffen (* 18. November 1909 in Hamburg; † 10. November 1999 ebendort) war ein promovierter evangelisch-lutherischer Theologe, von 1938 bis 1967 Pastor in Hamburg-Eilbek und von 1967 bis 1974 Propst von Plön mit Sitz in Preetz.

## Leben und Wirken

### Kindheit, Jugend, Studium
Steffen wuchs als Sohn des Bürovorstehers Hans Steffen und dessen Ehefrau Adelheide, geb. Meyer, in Hamburg-Eilbek auf. Zeitweise nahm die Familie an einem Hauskreis der  „Albrechtsbrüder“ teil. Durch den Konfirmandenunterricht bei Julius Hahn, Pastor an der Versöhnungskirche in Hamburg-Eilbek, wurde Steffen im Sinne eines pietistischen Luthertums geprägt. Schon als Schüler engagierte er sich als Helfer beim Kindergottesdienst und im Christlichen Verein Junger Männer (CVJM).
Nach dem Abitur studierte Steffen ab dem Wintersemester 1928/29 zwei Semester Evangelische Theologie an der Universität Rostock. Die erste Vorlesung hörte er bei Friedrich Büchsel, einem Gegner Rudolf Bultmanns. Steffen wurde Mitglied in der „Deutschen Christlichen Studentenvereinigung“ (DCSV). Hebräisch belegte er bei Alfred Jepsen, Griechisch bei Ernst Wolf. Am Ende des ersten Semesters konnte er beide Sprachexamina ablegen. Im zweiten Semester engagierte er sich bei dem originellen Alttestamentler Gottfried Quell, der sehr jung Ordinarius geworden war, und hörte Kirchengeschichtsvorlesungen bei Johannes von Walter. Im dritten bis fünften Semester setzte er sein Studium in Erlangen fort. Er hörte bei Paul Althaus, Werner Elert, Otto Procksch und E. F. K. Müller. Am 3. Advent 1930 hielt Steffen, gerade 21 Jahre alt geworden, seine erste Predigt in Eltersdorf.
Zum 6. Semester wechselte Steffen an die Universität Göttingen und hörte dort „Theologiegeschichte des 19. Jahrhunderts“ bei Emanuel Hirsch, dem hervorragenden Kenner Sören Kierkegaards. Um Kierkegaard besser verstehen zu können, lernte Steffen Dänisch. Kierkegaards Ruf zur Nachfolge und seine kirchenkritischen Schriften beeindruckten ihn. Aber auch als Gegner seines Zeitgenossen N. F. S. Grundtvig wurde er ihm wichtig. Ansonsten hörte Steffen nur noch wenige Vorlesungen und arbeitete stattdessen in der Bibliothek. Für das letzte Semester kehrte er im Oktober 1931 nach Rostock zurück. Dort erreichte ihn die Nachricht von der schweren Erkrankung seines Vaters, den er noch 14 Tage im Krankenhaus begleiten konnte, ehe dieser mit 55 Jahren starb.
Am 23. September 1932 bestand Steffen die erste theologische Prüfung vor dem Hauptpastorenkollegium in Hamburg.

### Vikariat
Steffen wurde Lehrvikar an der benachbarten Friedenskirche und hatte in Ermangelung eines Predigerseminars an den Vorlesungen der Hauptpastoren teilzunehmen. Der von dem nationalsozialistischen Landesbischof Franz Tügel eingesetzte Kandidatensenior fand bei den Vikaren keine Anerkennung. Zu den in den Wohnungen stattfindenden freien Kandidatentreffen luden die Vikare lieber den kämpferischen Hans Asmussen ein und auch den umstrittenen Wilhelm Stapel. Aus Mangel an Hilfspredigern wurde Steffen im zweiten Vikarsjahr bereits Assistent an der Dankeskirche in Hamm. Der dortige Pastor hatte 215 Konfirmanden.
Steffen bestand 1934 in Hamburg sein zweites theologisches Examen und wurde zunächst noch ohne Ordination als Hilfsgeistlicher in Hamburg-St. Pauli-Süd mit der Kirche auf dem Pinnasberg eingesetzt. In diesem „berüchtigten“ Stadtteil gab es eine starke christliche Gemeinde von Kleinbürgern, die ihre Kinder vor dem Sog der Reeperbahn bewahren wollten. Anschließend wurde er an die Gnadenkirche nach St. Pauli-Nord versetzt, um dort den erkrankten Pastor zu vertreten.
Erst am 6. Januar 1935 wurde Steffen von Bischof Tügel in der Stiftskirche (einer kleinen Kapellengemeinde, die im losen Zusammenhang mit der Landeskirche stand und der Hamburger Erweckungsbewegung entstammte) ordiniert – zeitgleich mit der Einführung seines Freundes Erwin Körber als Pastor dieser Kapellengemeinde.

### Pfarrdienst

#### In Otterndorf
Durch Vermittlung von Julius Hahn hielt Steffen Anfang 1935 in Otterndorf eine Gastpredigt und wurde zum 1. März 1935 in die vakante Pfarrstelle I berufen, die zur Hannoverschen Landeskirche gehörte. Die Gemeinde hatte 4000 Seelen. Steffens Bezirk umfasste die halbe Stadt und das sogenannte „Osterende“ mit vielen großen Bauernhöfen und reichte bis zum Belumer Leuchtfeuer.
Am 1. Advent 1937 verlobte Steffen sich mit der zwanzigjährigen Kindergottesdiensthelferin Irmgard Baumann. Er heiratete sie am 15. September 1938. Die beiden wurden von Pastor Julius Hahn in Otterndorf kirchlich getraut.

#### In Eilbek
Als 1938 ein Nachfolger für Paul Jürß gesucht wurde, war die Lage in Hamburg positiver für Steffen, und auf Bitten von Julius Hahn kam er ab 1. Oktober 1938 an die Versöhnungskirche Eilbek zurück, in der er (mit vierjähriger Unterbrechung durch den Kriegsdienst und die norwegische Gefangenschaft) bis 1967 seinen Dienst verrichtete.
In den ersten Jahren bewohnte das Ehepaar Steffen kein Pastorat, sondern eine Parterrewohnung in einem vierstöckigen Haus „mitten unter dem Volk“. Als jungem Pastor fiel ihm die Aufgabe zu, für junge Menschen da zu sein.
Im Januar 1940 und März 1941 wurden die Tochter Renate und der Sohn Reinhard, der später ebenfalls Pastor wurde, geboren.

### Militärdienst

#### In Wandsbek
Am 9. Mai 1941 wurde Steffen zum Militär eingezogen. Seine Grundausbildung erhielt er in der Litzmann-Kaserne im benachbarten Wandsbek als Funker. Steffen sah es als besondere Gnade an, dass er in vier Jahren Kriegsdienst nicht einmal gezwungen war, auf Menschen zu schießen.
Seit dem 17. August 1941 führte Steffen zusammen mit seiner Frau ein „Kriegstagebuch“ besonderer Art mit täglichen Briefen hin und her. Steffens über 1000 Kriegsbriefe sind alle erhalten. Erst in der Gefangenschaft brach der Briefwechsel ab.

#### In Dänemark
Steffen wurde zunächst zur weiteren technischen Ausbildung nach Kopenhagen versetzt. Anschließend wurde er nach Aarhus zur Bedienung eines Störsenders abkommandiert. 
Ursprünglich hatte Steffen während seines Studiums Dänisch gelernt, um Sören Kierkegaard besser verstehen zu können. In der dänischen Etappe wandte Steffen sich Grundtvig zu und verabredete mit Professor Friedrich Brunstäd in Rostock das Thema „N.F.S. Grundtvigs Verständnis des Christentums“ für eine theologische Doktorarbeit.
Steffen studierte an jedem zweiten Tag in der Aarhuser Staatsbibliothek und erhielt von Regin Prenter erste Hinweise für sein Grundtvig-Studium. Er beschäftigte sich auch mit Wilhelm Beck und der Inneren Mission als Gegenströmung. Er las über die Auseinandersetzungen mit Professor Martensen und Bischof Mynster.
1942 wurde das dritte Kind Hanna-Maria geboren.
Nach den ersten Luftangriffen der Operation Gomorrha auf Hamburg im Juli 1943 konnte Steffens Frau mit den drei Kindern nach Otterndorf zur Schwiegermutter fliehen. Erst am 12. August erhielt Steffen davon Nachricht, dass seine Familie in Sicherheit sei. In der Nacht zum 30. Juli war das Pastorat in Eilbek zerstört worden, die Kirche aber blieb in den Ruinen des Stadtviertels fast unversehrt. Das Etagenhaus, in dem die Familie Steffen gewohnt hatte, fiel ebenfalls dem Bombenangriff zum Opfer.

#### In Weimar
Aus Aarhus kehrte Steffen nach Kopenhagen zurück und wurde von dort nach Berlin kommandiert und weiter zu den Panzerjägern nach Weimar. Dort blieb er über ein Jahr, konnte in der Kaserne seine Grundtvig-Arbeit nicht fortsetzen, bereitete sich aber auf die Dolmetscherprüfung vor, die in Hamburg stattfand. Steffen wurde in Weimar einem besonderen Wachkommando zugeteilt, das täglich Konzentrationslagerhäftlinge aus Buchenwald zur Arbeit am nahegelegenen Bahndamm abholen musste.
Nach einer Prüfung zum Reserve-Offizieranwärter und der Festsetzung eines entsprechenden Lehrgangs sollte Steffen an die Ostfront versetzt werden, wurde aber nach Erfüllung des angeforderten soldatischen Kontingents in die Lützendorf-Kasernen zurückkommandiert.

#### In Lothringen
Stattdessen wurde er zur Dolmetscherschule in Saint-Avold (Lothringen) versetzt. Dänische Dolmetscher wurden zwar nicht mehr gebraucht, aber norwegische, so dass Steffen Norwegisch lernte. In der Abschlussprüfung wurden Kenntnisse der norwegischen Kultur, der Bebauung, der Wirtschaft und des Aufbaus des norwegischen Heeres verlangt. Die Hauptforderung bestand in der Fähigkeit, auf Norwegisch durchgegebene telefonische Nachrichten sofort ins Deutsche zu übersetzen und niederzuschreiben.

#### In Norwegen
Kurz nach der Prüfung wurde Steffen nach Norwegen versetzt. Am 17. August 1944 ging es per Schiff von Flensburg nach Oslo. Steffen wurde wieder zum Wachdienst eingeteilt, ehe er an einer besonderen Unternehmung teilnehmen konnte, die ihm Land und Leute näherbrachte: Drei Männer, ein Unteroffizier, ein Funker und ein Dolmetscher, sollten die norwegische Küste entlang den Sprechverkehr des Feindes abhören, aufnehmen und nach Oslo weiterleiten. Während des Aufenthalts in Oslo konnte Steffen die Arbeit an seiner Dissertation abschließen.
nach der kampflosen Kapitulation der deutschen Truppen wurde Steffen zusammen mit anderen Soldaten in das Auffanglager Hejstadmoen in Süd-Norwegen verlegt. Hier befanden sich 4000 Gefangen, unter denen die Norweger nach Kriegsverbrechern suchten. Steffen war nicht betroffen und wurde bei dieser Aktion nicht ausgesondert. Im Lager wurden neben dem Arbeitsdienst Vorlesungen gehalten und Sprachunterricht angeboten. Steffen fungierte als Lagerpastor, der erkennbar ein Kreuz trug, in den Lagern „Wien“ und „Berlin“. Dort kam es auch zu Trauungen zwischen deutschen Soldaten und norwegischen Mädchen. Steffen wurde für einige Wochen in ein „Ehepaarlager“ abkommandiert. Hier wurden die deutschen Soldaten, die norwegische Mädchen geheiratet hatten, zusammengefasst.
Am 18. November 1945, seinem 36. Geburtstag, wurde Steffen aus der norwegischen Gefangenschaft nach Hause entlassen. Mit dem letzten in deutscher Hand befindlichen Schiff gelangten die Entlassenen nach Neustadt in Holstein. Über das Entlassungslager Zeven erreichte Steffen Stade und fuhr am nächsten Tag weiter nach Otterndorf. Am 1. Dezember 1945 erreichte er seine Frau und seine drei Kinder.

### Nachkriegszeit in Eilbek
Am 1. Januar 1946 begann Steffen wieder seinen Dienst an der Versöhnungskirche in Eilbek. Steffen wohnte zunächst unter kläglichen Bedingungen allein in der Sakristei seiner Kirche. Seine Familie blieb in Otterndorf. Drei Jahre lang scheiterten die Bemühungen um eine noch so bescheidene gemeinsame Wohnung.

#### Gemeindeaufbau
Die Statistik des 1. März 1952 stellte fest, dass die Versöhnungsgemeinde an 56. Stelle von 57 Hamburger Gemeinden stand und 1600 Seelen zählte. In den ersten Jahren nach dem Krieg war die Zahl noch wesentlich geringer. Der Schwerpunkt der Arbeit lag zunächst außerhalb der Ortsgemeinde. Erst 1946/47 entstand eine eigentliche Ortsgemeinde, die sich von der bisherigen Gemeinde völlig unterschied. Die Straßen waren zum Teil für den Durchgangsverkehr gesperrt, Nissenhütten wurden in kurzer Zeit aufgestellt.
Eine zusammengewürfelte Menge bezog die Hütten. Manche Einwohner waren frühere Nationalsozialisten, die aus ihren Wohnungen ausgewiesen waren, andere waren ausgebombt und hatten bisher keine Wohnung gefunden, etliche waren Flüchtlinge.
Unterbliebene Taufen wurden nachgeholt, Wiedereintritte in die Kirche vollzogen. Mischehen zwischen evangelischen und katholischen Christen nahmen zu. Steffen verfasste dafür das Büchlein Brücke zur evangelischen Kirche.
Zum Aufbau der Gemeinde gehörte für ihn auch das Angebot der Beichte in der Kirche. In diesem Zusammenhang schrieb er das Buch Evangelische Beichte. In der Gemeinde entstanden Berufstätigenkreise, ein Gesprächskreis und ein Ehepaarkreis.
Der Wiederaufbau der Gemeinde nahm auch äußerlich Gestalt an: Die hohen Fassaden der Ruinen fielen, die Nissenhütten wurden abgebrochen, die Straßen für den Verkehr wieder freigegeben. Am 1. April 1949 wurde das erste neu errichtete Etagenhaus in der Nähe der Kirche bezogen.

#### Diakonische Arbeit der Gemeinde
Die soziale und diakonische Arbeit der Gemeinde begann schon 1947 mit der Errichtung eines Kindergartens. Später, nach Überwindung dieses Provisoriums, konnte ein Kindertagesheim errichtet werden, das am 1. Dezember 1957 eröffnet wurde. Es folgte 1961 der Neubau des Gemeindehauses gegenüber der Kirche mit einem Kindergarten. Ein weiteres kleines Gemeindezentrum am Rande der Gemeinde im Eilbeker Weg 214 war geplant. Es sollte Pfarrhaus und Gemeinderäume enthalten und war von Steffen als Mittelpunkt für einen zweiten Kindergottesdienst und Jugendarbeit gedacht. Die Grundsteinlegung erfolgte erst am 12. Mai 1968 nach Steffens Weggang. Es wurde nach einiger Zeit wegen ungünstiger Lage wieder aufgegeben.
Umfangreiche Planungen für ein neunstöckiges Altersheim auf dem Gelände des früheren Jacobifriedhofs wurden eingeleitet und nach Steffens Fortgang aus Eilbek in die Tat umgesetzt. Durch den Wiederaufbau der Osterkirche 1962 entstand eine dritte Eilbeker Gemeinde an der Wandsbeker Chaussee.

#### Promotion
Am 16. Juni 1948 verteidigte Steffen seine zwölf Promotionsthesen öffentlich im Großen Hörsaal der Christian-Albrechts-Universität zu Kiel. Opponenten waren die Pastoren Gerhard Schröder aus Schinkel, Julius Hahn und Erwin Körber aus Hamburg.

#### Wohnung und Dienstzimmer
Im Jahr 1949 konnte die inzwischen siebenköpfige Familie Steffen (1946 war die Tochter Christina und 1949 die Tochter Ruth geboren worden) eine eigene Wohnung beziehen. Die Dreizimmerwohnung lag in der Nachbargemeinde, im ersten Stock einer ausgebauten Ruine, und war 60 m² groß. Steffen stand außerdem ein Zimmer zur Verfügung, das ihm von Gemeindegliedern angeboten worden war, um seine Predigten in aller Ruhe vorbereiten zu können. Sprechstunden hielt er in der Sakristei ab. Nach zwei Jahren konnte die Familie ins Erdgeschoss des Pastorats der benachbarten Friedenskirche einziehen. Erst 1954 wurde das Pastorat neben der Versöhnungskirche in Eilbek errichtet. Hier wurde 1955 das sechste Kind, der Sohn Michael, geboren. Das Pastorat war mit dem Konfirmandensaal und der Kirche unter einem Dach.

#### Nachfolgeregelung für Julius Hahn
1951 ließ sich Pastor Hahn pensionieren, blieb aber bis zu seinem Tod 1956 aktiv in der Gemeinde. Die vakante Pfarrstelle wurde durch Pastor Zacharias-Langhans, später durch Steffens früheren Vikar Ulrich Hübner besetzt.

#### Volksmissionarischer Dienst
Steffen sorgte mit seinen ehrenamtlich Mitarbeitenden dafür, dass die Neuzugezogenen besucht wurden durch Freiwillige besucht wurden. Dieser volksmissionarische Dienst wurde im Laufe der Zeit besonders eine Aufgabe der Jugend. Am letzten Donnerstag im Monat zog die Junge Gemeinde mit Posaunen- und Jugendchor vor die neuen Häuser oder in die Gärten zwischen den Häuserblöcken. So wurde Steffen zum „Straßenprediger“. Im Laufe der Zeit bildete er siebzehn Vikare aus, die alle, bis auf einen, fröhlich im volksmissionarischen Dienst mitmachten.
Lange Zeit erschien monatlich eine Jugendzeitschrift, die von der Jungen Gemeinde selbst herausgegeben wurde. Sie bereitete auch den Jugendsonntag vor, der jeweils der Höhepunkt des Jahres war.

#### (Geistliche) Verwandtschaft
Im Jahr 1991 war in der Festschrift zum 70-jährigen Bestehen der Versöhnungskirche zu lesen:
„Die beiden Pastoren Hahn und Steffen arbeiteten gemeinsam wie Vater und Sohn, so daß es ein gesegnetes Miteinander war.“
Neben dieser geistlichen entstand eine tatsächliche Verwandtschaft der beiden dadurch, dass Steffens Schwester Ilse den ältesten Sohn von Pastor Hahn, Ernst Joachim, heiratete.

#### Übergemeindliche Aktivitäten
Steffen war lange Jahre Mitarbeiter im Hamburger Verein Junger Männer (CVJM). Kurse des Katechetischen Amtes fanden in Eilbek statt, dauerten 2 ½ Jahre und führten zu einem Zeugnis mit Erlaubnis zur Erteilung von Religionsunterricht an Hamburger Schulen. Steffen begann jeweils die Kurse mit der Einführung in das Alte Testament. In der Diakonen-Ausbildung des Rauhen Hauses unterrichtete Steffen das Fach Glaubenslehre, die er in zwei Jahren zu entfalten hatte. Er war dadurch genötigt, die Neuerscheinungen auf dem Gebiet der Dogmatik zu studieren. Darüber hinaus versuchte er, ausgehend von der Gemeinde eine „Evangelische Akademie“ einzurichten mit verschiedenen Vortragsreihen. Themenschwerpunkte in einem Wintersemester waren „Christentum und Marxismus“, Sören Kierkegaard und zeitgenössische Literatur.

#### Dienstliche Reisen
Der Hamburger Landeskirchenrat entsandte Steffen als Vertreter in die 4. Vollversammlung des Lutherischen Weltbundes 1963 nach Helsinki. In Verbindung mit dieser Tagung unternahm Steffen zusammen mit Hans-Otto Wölber, Heinz Zahrnt und Carl Malsch mit Eisenbahn und Dampfer eine Reise durch Finnland.
Eine zweite Reise führte Steffen in das Heilige Land. Die Zeitschrift Für Sie hatte ihn als Reisebegleiter erbeten mit dem Auftrag, einen Artikel zu schreiben. Eine zusätzlich angebotene Reise von drei Tagen nach Athen folgte wenig später.

#### Berufung in die Kirchenleitung
Die Hamburger Synode wählte Steffen 1956 in den Kirchenrat, die Kirchenleitung der Hamburgischen Kirche. Seine Referate umfassten Jugend-, Studenten- und Krankenhausseelsorge sowie das zusätzliche Referat „Suchtgefahren“. Die in der Hamburger Kirchenleitung erworbenen Kenntnisse waren wichtige Voraussetzungen für die Übernahme eines Propstenamtes in der schleswig-holsteinischen Landeskirche durch Steffen.
Als Mitglied der Hamburgischen Kirchenleitung erlebte Steffen die besonderen Umstände und Herausforderungen, die sich sowohl aus der überraschenden Wahl als auch durch den plötzlichen Unfalltod des Hamburger Bischofs Volkmar Herntrich ergaben, der für ihn ein guter Freund gewesen war.

### Propst von Plön
Mit Wirkung vom 16. April 1967 wurde Steffen zum Propst der Propstei Plön mit Amtssitz in Preetz berufen.

#### Schwerpunkte des pröpstlichen Dienstes
Schwerpunkte seiner Arbeit als Propst waren die Visitationen der Kirchengemeinden und die Einführungen und Verabschiedungen der Pastoren sowie die jährlichen Berichte vor der Propsteisynode. Steffen widmete sich auch als Propst der Gemeindearbeit vor Ort. Er hielt wöchentlich eine Bibelstunde ab und lud örtliche Honoratioren zu einem monatlichen Gesprächskreis ein. Er sorgte für den Neubau einer Kapelle und eines Kindergartens. An predigtfreien Sonntagen besuchte er die Gottesdienste seiner Gemeinden und bot den Pastoren seelsorgerliche Gespräche an.

#### Reise nach Indien
Bischof Friedrich Hübner schickte Steffen als Vorsitzenden des Holsteinischen Missionsbeirates für drei Monate nach Indien in die Jeypore-Kirche. Seine Frau konnte ihn auf dieser Reise von November 1971 bis Januar 1972 begleiten. Ihr gemeinsamer Eindruck war: Das von den Christen nicht bewältigte Kastenproblem hemmt den Missionsauftrag der Inder an Indern!
Das Ehepaar Steffen besuchte bei dieser Gelegenheit auch Schwester Annemarie Gieselbusch im Krankenhaus von Nowrangapur, die einst aus der Versöhnungsgemeinde im Auftrag der Breklumer Mission nach Orissa ausgesandt worden war und deren Gehalt seit Jahren von einer Eilbeker Gemeindegruppe freiwillig finanziert wurde.

### Pensionierung
Am 1. Oktober 1975 wurde Steffen pensioniert und verlebte seinen Ruhestand in Hamburg.
Im Jahr 1984 besuchte er die deutsche lutherische Gemeinde in Toronto (Kanada), wo er eine Reihe von Vorträgen hielt, die unter dem Titel Bekennende Gemeinde in der Volkskirche 1984 veröffentlicht wurden.

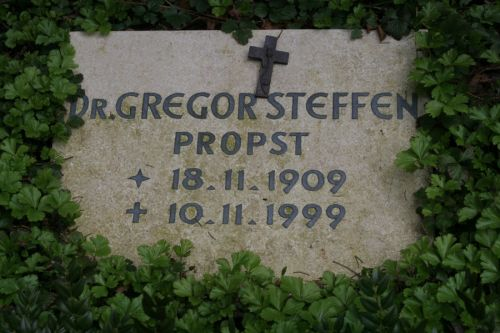
Grabstein für Gregor Steffen auf dem Familiengrab Steffen auf dem Friedhof Ohlsdorf

Seine Ehefrau Irmgard starb 1997 einen Monat vor ihrem 80. Geburtstag. Steffen selber starb 1999 wenige Tage vor seinem 90. Geburtstag und liegt auf dem Ohlsdorfer Friedhof in der Familiengrabanlage Steffen begraben.

## Werke
- Brücke zur evangelischen Kirche. Ein Konvertitenbüchlein, Hamburg: Agentur des Rauhen Hauses 1960.
- Unsere evangelische Beichte, Hamburg: Agentur des Rauhen Hauses 1961.
- Predigt zum 40. Geburtstag der Versöhnungskirche am 5. November 1961, in: Ev. Pfarramt Hamburg-Eilbek (Hrsg.): Festschrift 40 Jahre Versöhnungskirche und Einweihung der Osterkirche Hamburg-Eilbek, Eigendruck 1962, S. 4–9 (Onlinefassung).
- Die Auferstehung von den Toten, Hamburg: Agentur des Rauhen Hauses o. J. (1962[12]).
- Fünfzig Jahre Versöhnungsgemeinde, in: Kirchenvorstand der Versöhnungskirche (Hrsg.): Festschrift zum 50jährigen Jubiläum der Versöhnungskirche zu Hamburg-Eilbek, Eigendruck 6. November 1971, S. 7–9 und 19 (Onlinefassung).
- Versöhnung einer unversöhnten Welt. Ein Zeitbericht mit Anmerkungen, Hamburg: Privatdruck 1982.
- Bekennende Gemeinde in der Volkskirche, Neukirchen-Vluyn: Schriftenmissions-Verlag 1984.
- Der Wiederaufbau der Gemeinde nach dem Krieg, in: Kirchenvorstand der Versöhnungskirche Eilbek (Hrsg.): Lasset euch versöhnen mit Gott! Festschrift anläßlich des 75-(jährigen) Bestehens der Versöhnungskirche zu Eilbek, Eigendruck 1996, S. 2 f. (Onlinefassung)